# 내북중학교
내북중학교(內北中學校)는 충청북도 보은군 내북면에 있었던 공립 중학교이다.

## 학교 연혁
- 1971년 3월 11일 : 개교
- 2011년 2월 28일 : 폐교 및 인근 학교와 기숙형 중학교 속리산중학교로 통합[1], 40년만에 폐업

## 폐교 이후
폐교 이후, 내북중학교 부지는 2012년에 내북초등학교가 이전하여 사용하고 있다.